# Liste der Bodendenkmale in Diesdorf
In der Liste der Bodendenkmale in Diesdorf sind alle Bodendenkmale der Gemeinde Diesdorf und ihrer Ortsteile aufgelistet. Grundlage ist die Auflistung von Johannes Schneider aus dem Jahr 1986. Die Baudenkmale sind in der Liste der Kulturdenkmale in Diesdorf aufgeführt.
| Denkmal-ID | Fundart             | Ortsteil     | Bezeichnung                                                 | Zeitstellung | Lage                                 | Bemerkungen                               | Bild |
| ---------- | ------------------- | ------------ | ----------------------------------------------------------- | ------------ | ------------------------------------ | ----------------------------------------- | ---- |
| ?          | Grabmal > Grabhügel | Diesdorf     | Megalithgrab                                                | Neolithikum  | Im Feld, südwestlich des Orts (Lage) |                                           |      |
| ?          | Grabmal > Grabhügel | Diesdorf     | Megalithgrab                                                | Neolithikum  | Im Feld, südlich des Orts (Lage)     |                                           |      |
| ?          | Grabmal > Grabhügel | Diesdorf     | Megalithgrab                                                | Neolithikum  | Im Wald, südlich des Orts (Lage)     |                                           |      |
| ?          | Befestigung > Burg  | Diesdorf     | Überbaute Wasserburg, später Kloster, weitgehend abgetragen |              | Ortsmitte (Lage)                     |                                           |      |
| ?          | Befestigung > Burg  | Diesdorf     | Wüstung Vier mit Burghügel                                  |              | Südwestlich der Försterei Vier ()    |                                           |      |
| ?          | Befestigung         | Hohengrieben | Landgraben                                                  |              | 1,5 km nördlich vom Ort (Lage)       | 3 km quer durch den Wald von SSO nach NNW |      |
| ?          | Grabmal > Grabhügel | Molmke       | Megalithgrab                                                | Neolithikum  | Im Feld, westlich des Orts (Lage)    |                                           |      |
| ?          | Grabmal > Grabhügel | Schadewohl   | Einzelne Megalithgräber (3)                                 | Neolithikum  | Im Feld, südwestlich des Orts (Lage) |                                           |      |